# Wendy Nazaré
Pour les articles homonymes, voir Nazaré.
Wendy Nazaré est une chanteuse et écrivaine belge d'origine portugaise, née à Verviers le 24 janvier 1984.
A l'âge de sept ans, elle entre au conservatoire de Verviers pour y suivre des cours de solfège ainsi que de guitare et de piano.
Dès 11 ans, elle compose ses premières chansons.
Après diverses expériences musicales, des concerts aux Francofolies de Spa et une participation aux rencontres d'Astaffort de Francis Cabrel, elle sortira son premier album en 2008.

## Discographie

### Albums
- Pas de Pareil, sorti le 10 décembre 2008 sous le label Universal Music Belgium.
- A tire d'ailes, sorti le 14 mai 2012 chez My Major Company.
- Jacarandá, double album sorti le 17 novembre 2023 chez Peaceful Frequency.

### Singles marquants
- En 2009, elle connait son premier succès en Belgique, avec son single Mon pays. Ce single lui vaudra l'octave « prix de la révélation (Bel RTL) » décerné par les Octaves de la musique.
- En 2012, sur son deuxième album sorti sous le label de My Major Company est présente la chanson Au goût Eighties, ainsi que la chanson Lisboa en duo avec le chanteur Pep's qui fut un véritable succès au Portugal[4].